# Mühle (Hairenbuch)

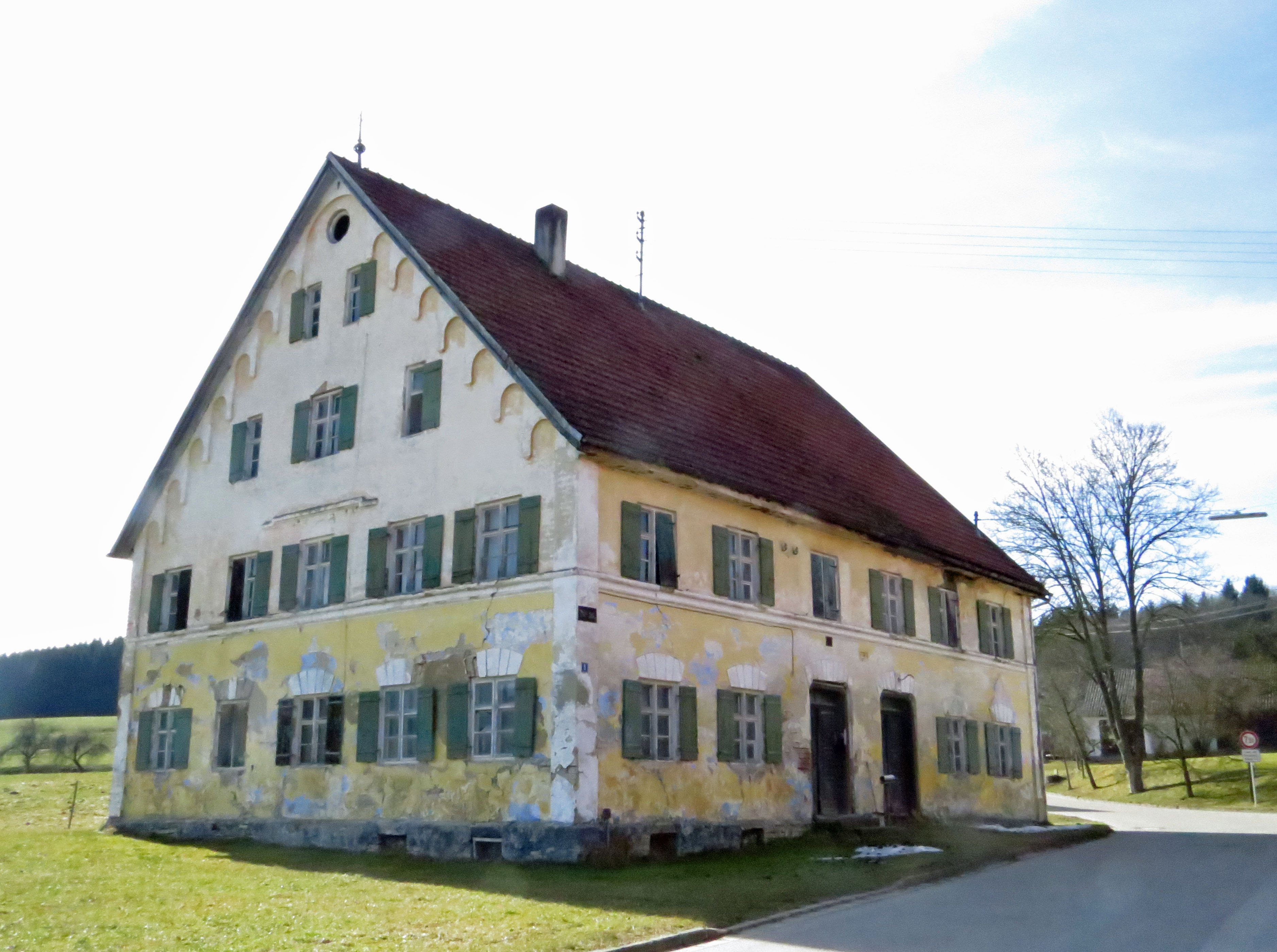
Mühle in Hairenbuch

Die Mühle in Hairenbuch, einem Ortsteil der Gemeinde Waltenhausen im Landkreis Günzburg in Bayern, wurde 1852 errichtet. Die ehemalige Mühle an der Herretshofer Straße 5 ist ein geschütztes Baudenkmal.

## Beschreibung
Das Mühlengebäude entstand an der Stelle eines Vorgängerbaus, der 1746 errichtet worden war. Der heutige zweigeschossige Satteldachbau mit Putzgliederungen ist mit dem Jahr 1852 bezeichnet. Das Gebäude mit fünf zu sechs Fensterachsen weist die für Mühlen typische Doppeltüranlage auf. Die vordere Tür führt zum Wohn- und die rückwärtige zum Mühlenbereich. Im Wohnbereich sind die bauzeitlichen Ausstattungen wie Dielenböden, Türen mit geschnitzten Rosetten und Kreuzstockfenster erhalten.
Die Mühle war bis 1945 in Betrieb. Vom Mühlenbetrieb sind noch Mahlsteine und zahlreiche Werkzeuge erhalten.